# Ан-158
Ан-158 (Ан-148-200) — украинский среднемагистральный региональный узкофюзеляжный пассажирский самолёт. Разработан на АНТК имени О. К. Антонова. 
Является дальнейшим развитием модели Ан-148 и рассчитан на перевозку 89—99 пассажиров на расстояние до 3100 км. Ан-158 является удлинённой версией с повышенной вместимостью базовой модели и первоначально назывался Ан-148-200.
По словам президента-генерального конструктора КБ Антонов Дмитрия Кивы, цена одного Ан-158 составляет около 30 млн долларов США в зависимости от комплектации.

## История создания
Представлен 21 апреля 2010 года в Киеве. 
Первый полёт Ан-158 состоялся 28 апреля 2010 года с аэродрома ГП «Антонов». 
Сертификация завершилась 28 февраля 2011 года.

## Конструкция
Турбреактивный двухдвигательный высокоплан.
Основные отличия Ан-158 от Ан-148:

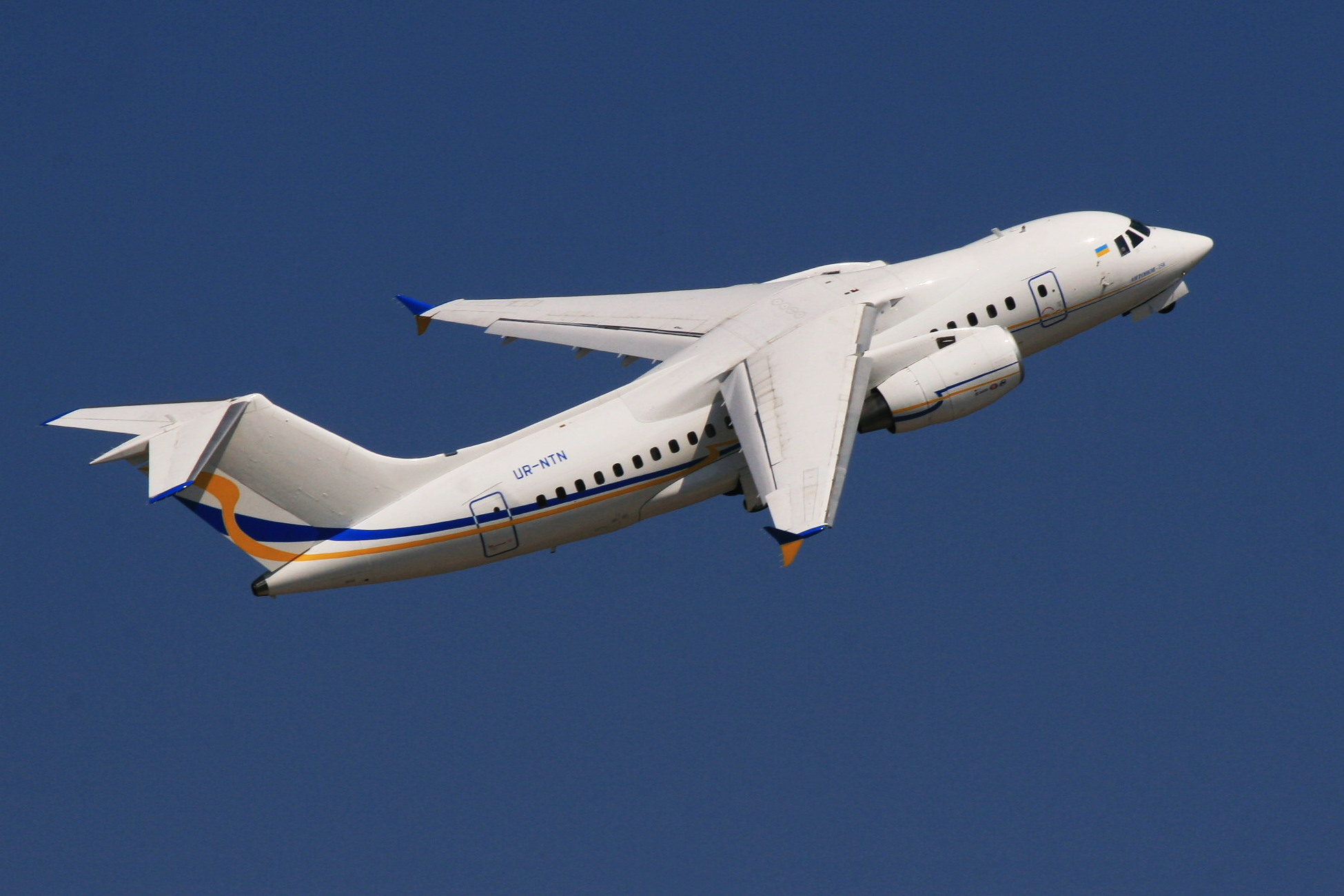
Ан-158 на авиасалоне МАКС-2011

- увеличено количество пассажирских мест до 99 человек;
- на 1,7 метра удлинён пассажирский салон;
- увеличен объём багажных полок в пассажирском салоне;
- усовершенствована конструкция крыла;
- снижен на 3% расход топлива;
- снижены на 12% прямые эксплуатационные затраты.

Максимальный взлётный вес самолёта остался прежним — он соответствует модификации Ан-148-100E, имеющей наибольшую дальность полёта, и составляет 43,7 т. 
Увеличение размеров фюзеляжа и пассажировместимости достигнуто за счёт относительного снижения практической дальности полёта. С расчётным количеством пассажиров, в двухклассной компоновке она составляет 3100 км, на 400 км меньше, чем у модификации Ан-148-100B (75 пассажиров в одноклассной компоновке).

### Фюзеляж
Ан-158 является удлинённой версией с повышенной вместимостью базовой модели (Ан-148). Фюзеляж лайнера стал длиннее, по сравнению с базовой моделью, на 1700 мм благодаря двум дополнительным секциям (длиной 1150 мм в носовой части фюзеляжа и 550 мм за центропланом).
На Ан-158 может быть реализовано несколько вариантов компоновки салона:
- Двухклассная на 89 мест. 10 кресел в бизнес-классе (шаг кресел 863,6 мм) и 79 в экономическом (шаг кресел 787,4 мм). 2 кухни и 2 туалета.
- Одноклассная на 97 мест (шаг кресел 762 мм). 2 кухни и 2 туалета. Компоновка АК «Cubana».
- Одноклассная на 99 мест (шаг кресел 762 мм). 2 кухни и 1 туалет.

### Шасси
Усиления шасси Ан-158 не потребовалось, поскольку максимальный взлётный вес самолёта остался прежним — он соответствует модификации Ан-148-100E, имеющей наибольшую дальность полёта, и составляет 43,7 т. 

### Крыло
Ан-158 оснащён концевыми аэродинамическими поверхностями (КАП) крыла, которые, по предварительным оценкам, должны увеличить топливную эффективность на 3-4 % (точные данные будут получены по результатам испытаний, тогда же будет решён вопрос о целесообразности оборудования КАП крыла самолётов Ан-148); в случае необходимости доработать можно будет и самолёты, находящиеся в эксплуатации.

### Силовая установка
Двигатель Д-436-148, разработанный ГП «Ивченко-Прогресс», обеспечивает тягу 6730 кг. 
Расход топлива Ан-158 составит 1650 кг/ч (у Ан-148 он равен 1550 кг/ч); по данным ГП «Антонов», у Ан-158 по сравнению с Ан-148 расход топлива снижен на 9 %, а прямые эксплуатационные расходы — на 12 %.

### Кабина пилотов
Кабина пилотов оборудована современным комплексом авионики с многофункциональными жидкокристаллическими индикаторами.

## Серийное производство
По данным на март 2025 года всего построено 7 самолётов (последний в 2015 году), из которых 1 прототип. 
| Год постройки        | 2010   | 2011   | 2012   | 2013   | 2014   | 2015   | 2016   | 2017   | 2018   | 2019   | 2020   | 2021   | 2022   | 2023   | 2024   |
| -------------------- | ------ | ------ | ------ | ------ | ------ | ------ | ------ | ------ | ------ | ------ | ------ | ------ | ------ | ------ | ------ |
| Построенные самолёты | 1 сам. | 0 сам. | 0 сам. | 3 сам. | 2 сам. | 1 сам. | 0 сам. | 0 сам. | 0 сам. | 0 сам. | 0 сам. | 0 сам. | 0 сам. | 0 сам. | 0 сам. |

## Эксплуатационные данные
Ан-158 может эксплуатироваться:
- днём и ночью в любое время года в простых и сложных метеоусловиях;
- в диапазоне географических широт от 70° северной до 55° южной;
- в условиях природного оледенения при температуре окружающего воздуха до −30 °С;
- при температуре окружающего воздуха возле поверхности земли от −55 °С до +45 °С;
- на аэродромах, расположенных на высотах от −300 до +4000 м над уровнем моря;
- на международных трассах в системе B-RNA V и P-RNA V с точностью RNP1;
- по схеме SID, STAR, Approach;
- выполнять посадку по категории IIIА ICAO.

В настоящее время, после проведения наземных и лётных испытаний на высокогорных аэродромах в Эквадоре (Латакунга, высота 2800 м) и Боливии (Ла-Пас / Эль-Альто, высота 4000 м), проводится подготовка документации для получения соответствующих дополнений к сертификату типа на самолёт. На грунтовых ВПП самолёт Ан-158 не эксплуатируется.

## Эксплуатанты
- Куба: по состоянию на 5 июня 2015 года, в авиакомпании Cubana de Aviación эксплуатируется 6 самолётов[8]. Предусматривается поставка ещё 4-х Ан 158, согласно договору от 2012 года[9].

25 августа 2015 года «Росэксимбанк» (который финансирует панамскую лизинговую компанию «South American Aircraft Leasing S.A.»), входящий в группу ВЭБ, подписал соглашение с лизинговой компанией «Ильюшин Финанс Ко.» об организации финансирования поставки 3-х самолётов Ан-158 в Республику Куба, общей стоимостью сделки в $70 млн. 21 октября 2015 года Лизинговая компания «Ильюшин Финанс Ко» предложила Кубе дополнительные поставки 4-х самолётов Ан-158.

## Заказы
| Заключённые соглашения о поставках | Заключённые соглашения о поставках | Заключённые соглашения о поставках | Заключённые соглашения о поставках | Заключённые соглашения о поставках   | Заключённые соглашения о поставках |
| Покупатель                         | Тип                                | Заказано                           | Опцион                             | Примечание                           | Поставлено                         |
| ---------------------------------- | ---------------------------------- | ---------------------------------- | ---------------------------------- | ------------------------------------ | ---------------------------------- |
| Cubana                             | Ан-158                             | 6                                  | 4                                  | лизинг через ОАО «Ильюшин Финанс Ко» | 6                                  |
| Иракская компания                  | Ан-158                             | 1                                  | 0                                  | покупка через ГК «УкрОборонПром»     | 0                                  |

## Конкуренты
Сравнение с конкурентами на рынке региональных ближне- и среднемагистральных самолётов представлено в статье: Региональный самолёт.
- Sukhoi Superjet 100
- Bombardier CRJ700
- Mitsubishi Regional Jet
- Embraer E-Jet
- COMAC ARJ21 Xiangfeng